# ده‌نو (بخش مرکزی ایذه)
ده‌نو روستایی در دهستان پیان بخش مرکزی شهرستان ایذه استان خوزستان ایران است.وبر اساس آخرین سرشماری عمومی نفوس و مسکن سال ۱۳۹۵ (354)نفر بوده است

## جمعیت
بر پایه سرشماری عمومی نفوس و مسکن در سال ۱۳۹۵ جمعیت این روستا ۳۵۴ نفر (۸۱خانوار) بوده‌است.
مردم روستای دهنو به شغل دام پروری و کشاورزی می پردازند.ومردم دهنو 
بیشترین دستگاه های کشاورزی را در اختیار دارند و دهیاری روستا را نیز اکبر مهری دهنو بر عهده دارد